# Flammenwerfer 41
El Flammenwerfer 41 o FmW 41 (lanzallamas en alemán) fue el lanzallamas alemán estándar a partir de 1941 y era una versión mejorada del anterior Flammenwerfer 35, cuyo principal problema era su excesivo peso de 35,8 kg, mientras que el Flammenwerfer 41 apenas pesaba 18 kg descargado. Al igual que otros lanzallamas contemporáneos, fue empleado para despejar trincheras y fortificaciones.   

## Descripción
El Flammenwerfer 41 empleaba una llama alimentada por hidrógeno para encender una mezcla de gasolina y alquitrán (Flammöl 19), que era disparada desde un lanzador conectado a un tanque. La mezcla incendiaria y el gas propulsor eran transportados en tanques separados, el primero conteniento 11,8 litros de Flammöl 19. Este lanzallamas demostró ser más fiable y sencillo de operar que su predecesor, teniendo un alcance máximo de 32 m y pesando 28,7 kg cuando estaba cargado. 

## Historial de combate
Durante el invierno de 1941 se descubrieron problemas en los combates con las tropas soviéticas, ya que el mecanismo de ignición del Flammenwerfer 41 no podía soportar las temperaturas bajo cero. En sus versiones posteriores, se reemplazó la llama alimentada por hidrógeno con un sistema de ignición mediante cartuchos de fogueo que demostró ser más eficaz. Los soldados armados con lanzallamas solían ser los primeros en caer ante los disparos del enemigo, por los estragos físicos y psicológicos que causaban, además de su eficacia contra tropas atrincheradas. Por lo tanto, los lanzadores de estas armas a veces eran camuflados como fusiles estándar en un intento por hacer pasar desapercibidos a sus usuarios.
Se produjeron 64.284 unidades desde 1941 hasta abril de 1945. Después de la Segunda Guerra Mundial, los lanzallamas fueron gradualmente retirados de servicio y el actual Ejército alemán ya no los utiliza.  